# Grallaria bangsi
El tororoi o tororoí de Santa Marta (Grallaria bangsi), también denominado  chululú de Santa Marta, es una especie de ave paseriforme perteneciente al numeroso género Grallaria  de la familia Grallariidae, anteriormente incluido en Formicariidae. Es endémica de la Sierra Nevada de Santa Marta, en el noreste de Colombia.

## Hábitat
Es común en el suelo o cerca de él, en hábitats de selvas montanas, bosques secundarios y bordes, principalmente entre 1600 y 2400 m s. n. m. de altitud.

## Descripción
Mide 18 cm de longitud. El plumaje de las partes superiores en marrón oliváceo a oliva grisáceo, con anillo ocular y lores blancos; la garganta es de color ante ocráceo y las partes inferiores con estrías blancas y marrón oliváceo, el centro del vientre blanco, flancos marrón y color ante acanelado bajo las coberteras alares.